# Tatjana Sergejewna Chodorowitsch
Tatjana Sergejewna Chodorowitsch (russisch Татьяна Сергеевна Ходорович; * 23. August 1921 in der UdSSR; † 12. Juni 2015 in Frankreich) war eine sowjetisch-französische Linguistin und Menschenrechtlerin.

## Leben
Chodorowitsch war eine Enkelin des sowjetischen Vizeadmirals Alexander Wassiljewitsch Njomitz und eine Großnichte des Künstlers Michail Alexandrowitsch Wrubel. Sie erwarb eine philologische Bildung und arbeitete 18 Jahre lang im Moskauer Institut für Russische Sprache der Akademie der Wissenschaft der UdSSR.
Chodorowitsch schrieb Aufsätze über Menschenrechte, die im Samisdat verbreitet wurden und beteiligte sich seit der Gründung der ersten Initiativgruppe zur Verteidigung der Menschenrechte in der UdSSR 1969 an deren Arbeit. Daraufhin wurde sie 1971 vom Institut für Russische Sprache entlassen. Mit Tatjana Michailowna Welikanowa und Sergei Adamowitsch Kowaljow organisierte sie die Chronik der laufenden Ereignisse und deren Verteilung, die seit 1968 regelmäßig erschien und für die sie ständig Beiträge lieferte.
Chodorowitsch half und unterstützte neben vielen anderen insbesondere Leonid Pljuschtsch. Im März 1975 führte sie, als Zeichen der Solidarität für den verbannten Anatoli Tichonowitsch Martschenko, einen neuntägigen Hungerstreik durch. Nach der Verhaftung Alexander Iljitsch Ginsburgs im Februar 1977 übernahm sie von ihm, zusammen mit Malwa Nojewna Landa und Kronid Arkadjewitsch Ljubarski, die Leitung des Hilfsfonds für die Unterstützung politischer Gefangener und derer Familien. Chodorowitsch wurde dreimal verhört, und ihre Wohnung durchsucht. Die neue Sowjetische Verfassung von 1977 war für sie das Ende der Gedankenfreiheit.
Im November 1977 reiste Chodorowitsch mit ihren jüngsten Töchtern und ihrem Sohn aus der UdSSR nach Frankreich aus. Sie arbeitete in der Bibliothèque de documentation internationale (BDIC) in Nanterre. Sie beteiligte sich am Leben der Russischen Christlichen Studentenbewegung und trat auf ihren Versammlungen mit Berichten auf. 1979 nahm sie an einem russisch-orthodoxen Seminar zur geistlichen Wiederbelebung in Grenoble teil. Im selben Jahr wurde ihr in Brüssel der Dominique-Pire-Preis verliehen.